# Samieh Rizk
Samieh Rizk (nacido el 27 de octubre de 1967), también conocido como Sam Rizk, es un cirujano plástico facial estadounidense. Es el actual director del *Accredited Surgical Ensemble* de la *Joint Commission on Accreditation of Healthcare Organizations*. Rizk está afiliado a organizaciones profesionales como la *American Academy of Facial Plastic and Reconstructive Surgery* y el *American College of Surgeons-American Faculty*. Es conocido por su trabajo en el uso de sellantes de tejidos en el lifting facial de plano profundo, como se describe en los Archives of Facial Plastic Surgery. Rizk es reconocido como el fundador de Manhattan Facial Plastic Surgery.

## Educación
Rizk completó su licenciatura en la Universidad de Míchigan en Ann Arbor, Míchigan. Obtuvo su título de médico a través del *Accelerated Honors Program* en la Facultad de Medicina de la Universidad de Míchigan. Realizó su residencia en el *New York Hospital*, *Memorial Sloan-Kettering Cancer Center*, *Lenox Hill Hospital* y el *Manhattan Eye, Ear, and Throat Hospital*. Rizk completó su *fellowship* en la *American Academy of Facial Plastic and Reconstructive Surgery* en Sacramento, California.

## Carrera
Rizk es miembro de la *American Academy of Facial Plastic and Reconstructive Surgery*, la *American College of Surgeons-American Faculty* y la *Academy of Cosmetic Surgery*. Se le describe como uno de los pioneros en la tecnología de rinoplastia tridimensional y rinoplastia étnica. Rizk ha sido miembro del *American College of Surgeons* desde 2001, y está certificado por la *American Board of Facial Plastic & Reconstructive Surgery* y la *American Board of Otolaryngology Head and Neck Surgery*. Sam Rizk ha realizado cirugías plásticas a diversas celebridades, incluyendo a Jennifer Fessler.
Ha contribuido al artículo *Short Scar Face-Lift with the Use of Fibrin Sealant* en la revista Elsevier Saunders’ Dermatologic Clinics. Rizk también es miembro del programa *AAFPRS Face to Face*, que ofrece asistencia a personas con deformidades, víctimas de guerra y sobrevivientes de abuso doméstico.

## Reconocimientos
- Castle Connolly Top Doctor desde 2004 hasta 2024.[13]
- Castle Connolly Top Doctors: New York Metro Area, edición 2009-12ª y 2012.[14]
- Patient's Choice Award, 2012.[15]
- Top Doctor en la edición de 2013 de la revista New York Magazine's Best Doctors.[16]
- Elegido por Newsweek en 2021 como uno de los mejores cirujanos plásticos en la categoría de Facelift & Rhinoplasty.[17]
- Nombrado Top Doctor en la lista de NY Top Docs en 2023.[18]
- Su trabajo en rinoplastia ha sido destacado en publicaciones como PopSugar.[19]

## Publicaciones

### Libros
- Saltz, Renato; Toriumi, Dean M. (2004). Tissue Glues in Cosmetic Surgery. Quality Medical Pub. ISBN 978-1-57626-174-3.
- The New Face: A High Definition Approach to Natural Rejuvenation.

### Capítulos de libros
- Zimm, A. Joshua; Rizk, Samieh S. (2013). Restoring the Drooping Tip and Hanging Columella in Revision Rhinoplasty. En Shiffman, Melvin A.; Di Giuseppe, Alberto (eds.). *Cosmetic Surgery*. Springer.

### Artículos de investigación
- Romo, Thomas; Rizk, Samieh S.; Suh, Gerald D. (1999). "Mucous Cyst Formation After Rhinoplasty". Archives of Facial Plastic Surgery. 1 (3): 208–211. doi:10.1001/archfaci.1.3.208. PMID 10937106.
- Rizk, S. S.; Papageorge, A.; Liberatore, L. A.; Sacks, E. H. (2000). "Bilateral Simultaneous Orbital Decompression for Graves' Orbitopathy with a Combined Endoscopic and Caldwell-Luc Approach". Otolaryngology – Head and Neck Surgery. 122 (2): 216–221. doi:10.1016/S0194-5998(00)72427-7. PMID 10652393.
- Rizk, S. S.; Edelstein, D. R.; Matarasso, A. (1997). "Concurrent Functional Endoscopic Sinus Surgery and Rhinoplasty". Annals of Plastic Surgery. 38 (4): 323–329. doi:10.1097/00000637-199704000-00003. PMID 9111889.